# 寿 (将棋)
| 9  | 8  | 7  | 6  | 5  | 4  | 3  | 2  | 1  |    |
| 金 |    |    |    | 歩 |    |    |    | 龍 | 一 |
|    |    |    | 香 | 歩 | 金 |    |    |    | 二 |
|    | 銀 |    |    |    |    | 歩 | 歩 | 歩 | 三 |
|    | 香 |    | 角 |    |    |    |    | 歩 | 四 |
| 香 |    |    | 角 |    | 玉 | 歩 | 香 |    | 五 |
|    |    |    | と |    |    |    | 龍 | と | 六 |
|    |    |    | と |    |    | 全 |    | 銀 | 七 |
| 圭 | 歩 | と |    | 金 | 銀 |    |    |    | 八 |
|    | 金 | と |    |    | 歩 |    |    |    | 九 |

寿（ことぶき）は、江戸時代の将棋指し、贈名人・伊藤看寿が創作した詰将棋作品のひとつ。

## 概要
竜王によって玉将を盤上いっぱいに追いかけ回す「竜追い」と、合駒と捨駒を繰り返し、盤上が全く同じでも攻め方の持駒が変わっていく「持駒変換」、盤上がほとんど同じだが、ある駒が1枚だけ消失している「置駒消去」の複合によって611手の超長手数を実現している。

## 歴史
伊藤看寿は1755年（宝暦5年）に江戸幕府に詰将棋作品集『将棋図巧』を献上した。『将棋図巧』には100の作品が収められ、『寿』は最後の第100番に収められている。
出題図から詰みに至るまでの手数が611手という超長手数は当時としては驚異的であり、1955年（昭和30年）に記録が更新されるまでの200年間にわたって詰将棋の最長手数の記録を持っていた。

## 鑑賞
超長手数のため全手順を記入するのは煩雑となるので、要点のみ説明する。全手順は外部リンクのサイトで鑑賞できる。
| 9  | 8  | 7  | 6  | 5  | 4  | 3  | 2  | 1  |    |
| 金 |    |    |    | 歩 |    |    |    | 龍 | 一 |
|    |    |    | 香 | 歩 | 金 |    |    |    | 二 |
|    | 銀 | 龍 |    |    |    | 歩 | 歩 | 歩 | 三 |
|    | 香 |    | 角 |    |    |    |    | 歩 | 四 |
| 香 | 玉 |    | 角 |    |    | 歩 | 香 |    | 五 |
|    |    |    | と |    |    |    |    |    | 六 |
|    |    | 桂 | と |    |    |    |    | 銀 | 七 |
|    | 歩 | と |    | 金 | 銀 |    |    |    | 八 |
|    | 金 | と |    |    | 歩 |    |    |    | 九 |

| 9  | 8  | 7  | 6  | 5  | 4  | 3  | 2  | 1  |    |
| 金 |    |    |    | 歩 |    |    |    | 龍 | 一 |
|    |    |    | 香 | 歩 | 金 |    |    |    | 二 |
|    | 銀 | 龍 |    |    |    | 歩 | 歩 | 歩 | 三 |
|    | 香 |    | 角 |    |    |    |    | 歩 | 四 |
| 香 | 玉 |    | 角 |    |    | 歩 | 香 |    | 五 |
|    |    |    |    |    |    |    |    |    | 六 |
|    |    | 桂 |    |    |    |    |    | 銀 | 七 |
|    | 歩 |    |    | 金 | 銀 |    |    |    | 八 |
|    | 金 | と |    |    | 歩 |    |    |    | 九 |

| 9  | 8  | 7  | 6  | 5  | 4  | 3  | 2  | 1  |    |
| 金 |    |    |    |    |    |    |    |    | 一 |
|    |    |    | 香 | 歩 |    |    |    |    | 二 |
| 桂 |    | 圭 |    |    |    | 歩 |    |    | 三 |
| 銀 |    |    | 角 |    |    |    | 歩 |    | 四 |
|    |    |    | 角 |    |    | 歩 | 香 | 桂 | 五 |
|    | 香 |    |    |    |    |    |    |    | 六 |
| 銀 |    |    |    |    |    |    |    |    | 七 |
|    | 歩 |    |    | 金 | 銀 | 玉 | 銀 |    | 八 |
|    | 金 | と |    |    | 歩 | 龍 |    |    | 九 |

### 序盤
初手▲4六竜から玉を追いかけ、左辺に玉を追いやる。8四に玉方の香があるためにそのまま追いかけることができず、▲9七成桂△同玉と捨てた後、▲7七竜の両王手で香の守備をかいくぐる。今度は右辺に玉を追いやるが、同じように2五の玉方の香の守備をかいくぐるため、▲1九銀（3七の成銀を取ったもの）△同玉と捨ててから▲3九竜の両王手で、再び左辺に玉を追いやる。▲1九銀のところで▲1九歩としたいところだが、1四に攻め方の歩があるため二歩になってしまう。この「1筋の二歩の解消」がこの作品の最大のテーマである。
2周目からは左辺で▲9七歩△同玉と捨て、右辺で△3八玉となったときに▲3六竜と玉から1マス離れたところに移動し、2五香を質駒にする。玉方は2五香を取られないように△3七桂合と応じ、▲同竜以下また左辺に玉を追っていく。これによって攻め方の持駒の1枚が歩から桂に変わる。1サイクル42手の手順を4回繰り返すと攻め方の持駒が出題図の「歩4枚」から「桂4枚」となり、玉方の持駒の桂がなくなって△3七銀合と応じざるを得なくなる。ここまでが序盤である。

### 中盤
攻め方の持駒が「銀と桂4枚」となってから中盤に入る。玉を左辺に追っていき、△8五玉となったところで序盤と違う手を指す。▲7七桂（図2）と打ち、玉方のと金に取らせるのである。△同と（どのと金で取っても同じ）▲7五竜△9六玉▲9七銀△同玉▲7七竜でと金が1枚消え、攻め方の持駒が「桂3枚と歩」に戻る。なお、攻め方の持駒に銀がなく、歩がある状態で▲7七桂と打つと△9六玉と逃げられ、▲9七歩と打っても△9五玉▲7五竜△8五歩合以下詰まない（▲9七銀ならば△9五玉▲7五竜△8五歩合には▲8六銀以下詰む）ので、玉方が△3七銀合をするまで▲7七桂と打つことができないのである。
竜追いによって2周し、攻め方の持駒が「桂4枚と歩」を経て再び「銀と桂4枚」になる。すると再び▲7七桂が可能になり、△同とと取らせてそのと金を奪う。これをもう1回繰り返し、と金が3枚消えると中盤から終盤に移る。

### 終盤
▲7七桂（図3）と打つと、玉方は桂を取ると金がなくなり、△9六玉と逃げざるをえなくなる。▲9七銀以下玉を左上に追っていき、竜追いの鍵となっていた竜をいったん▲9四竜△同銀と捨てたのち、さらに右上に玉を追っていく。▲5一歩成△同竜▲同金△同玉と玉方の竜を奪い、▲5二歩△4一玉▲5一飛△3二玉▲3一飛成で竜を作って再び竜追いを行う。今度の竜追いは右辺だけで行い、右下を経由して右上に玉を追い、▲1三歩成△同玉でついに1筋の二歩が解消される。右下に玉を追った後、▲3七竜△1八玉のときに▲1九歩が打て、以下△同玉▲2八銀△1八玉▲1七竜△2九玉▲1九竜△3八玉▲3九竜（図4）までとなる。

## 影響
この作品が後世の詰将棋界に与えた影響は大きい。『将棋図巧』第98番の『裸玉』、第99番の『煙詰』とともに「神局」と呼ばれ、3作とも約200年にわたって他の追随を許さなかった。1942年（昭和17年）に岡田秋葭によって裸玉の第2号局、1952年（昭和27年）に黒川一郎によって煙詰の第2号局が発表され、本作品が最後まで残ったが、1955年（昭和30年）に奥薗幸雄が創作した873手の『新扇詰』が発表され、ついに最長手数の記録が破られた。現在の最長手数の詰将棋は1986年（昭和61年）に橋本孝治によって発表され、1995年（平成7年）に改良された『ミクロコスモス』で、1525手である。ほかにも昭和末期から平成にかけて超長手数の詰将棋が続々と発表されたため、2006年時点で『寿』は詰将棋の手数ランキングの上位10作には入っていない。

現在でも611手以上の超長編の詰将棋に「寿超え」という言葉が使われることがあり、長編の指標として詰将棋作家の目標の一つとなっている。